# 유영 (평제목후)
유영(劉榮, ? ~ ?)은 전한 후기의 제후로, 하간헌왕의 손자이다.

## 생애
지절 3년(기원전 67년), 아버지 유초의 뒤를 이어 평제후(平隄侯)에 봉해졌다.
시호를 목(繆)이라 하였고, 아들 유증세가 작위를 이었다.

## 출전
- 반고, 《한서》 권15상 왕자후표 上

| 선대 아버지 평제장후 유초 | 전한의 평제후 기원전 67년 ~ ? | 후대 아들 평제절후 유증세 |